# Acsalag, Győr-Moson-Sopron
Acsalag  este un sat în districtul Csorna, județul Győr-Moson-Sopron, Ungaria, având o populație de 480 de locuitori (2011). 

## Demografie
Componența etnică a satului Acsalag
     Maghiari (99,35%)
     Germani (0,65%)
Componența confesională a satului Acsalag
     Fără religie (2,29%)
     Necunoscută (97,71%)
     Alte religii (1,04%)
Conform recensământului din 2011, satul Acsalag avea 480 de locuitori. Din punct de vedere etnic, majoritatea locuitorilor (99,35%) erau maghiari. Nu există o religie majoritară, locuitorii fiind  și persoane fără religie (2,29%). Pentru 97,71% din locuitori nu este cunoscută apartenența confesională.